# إيما كامينغ
إيما كامينغ (بالإنجليزية: Emma Cumming) هي دراجة نيوزيلندية، ولدت في 27 أبريل 1999 في إنفركارجل في نيوزيلندا.

## وصلات خارجية
- إيما كامينغ على موقع أرشيف الدراجات (الإنجليزية)
- إيما كامينغ على موقع CycleBase (الإنجليزية)
- إيما كامينغ على موقع اللجنة الأولمبية النيوزيلندية (الإنجليزية)